# روجيه بيانتوني
روجيه بيانتوني (بالفرنسية: Roger Piantoni)‏ (مواليد 26 ديسمبر 1931) هو لاعب كرة قدم. يلعب مع منتخب فرنسا لكرة القدم. سبق له أن لعب في كأس العالم لكرة القدم مع منتخب بلاده.

## روابط خارجية
- روجيه بيانتوني على موقع الاتحاد الدولي (مؤرشف)  (الإنجليزية)
- روجيه بيانتوني على موقع قاعدة بيانات كرة القدم.إي يو (الإنجليزية)
- روجيه بيانتوني على موقع ليكيب (الفرنسية)
- روجيه بيانتوني على موقع ناشيونال فوتبول تيمز (الإنجليزية)
- روجيه بيانتوني على موقع Soccerway.com (الإنجليزية)